# Francisco Lorete

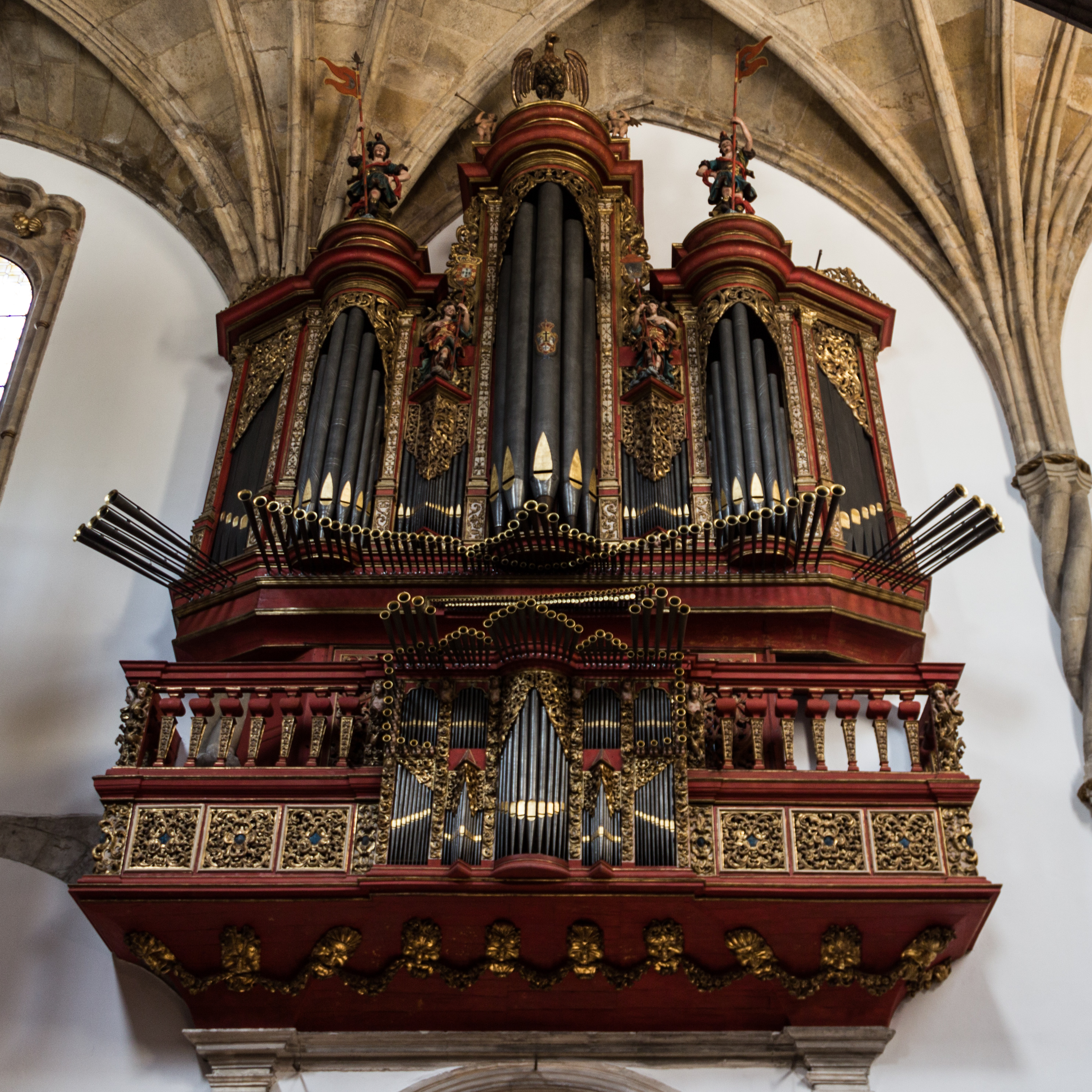
Órgão, Igreja do Mosteiro de Santa Cruz, Coimbra

François de Loiret, ou Francisco Lorete, ou Francisco Loreto foi um entalhador / escultor / arquiteto oriundo da região do Loiret (um afluente do rio Loire), na antiga província de Orléans, França, ativo em Portugal no século XVI.

## Vida / Obra
Francisco de Lorete veio para Portugal acompanhado de um irmão escultor, chamado Pierre Loiret (Pedro de Loreto), que casaria com Antónia de Morais, irmã do pintor Cristóvão de Morais. Em 1531 Francisco de Lorete estava radicado em Coimbra; nos anos que passou nessa cidade teve casas na rua da Sofia e privou com os escultores João de Ruão, Hodart e Nicolau Chanterenne, o pedreiro Juan de la Faya, o marceneiro Charles e o pintor Vasco Fernandes (Grão Vasco), "o que atesta papel de destaque no centro decisório das grandes encomendas ligadas aos crúzios". Foi o mestre das obras do Duque de Bragança (era ele quem servia D. Teodósio I à data das festas de 1537).
Em 1531 foi responsável pela ampliação e deslocação para o coro-alto do notável Cadeiral do Mosteiro de Santa Cruz, Coimbra (tendo sido provavelmente introduzido nesse mosteiro por João de Ruão); nesta empreitada, apesar da sua formação dentro dos princípios renovadores do renascimento, Francisco Lorete respeitou em grande parte as opções estéticas da obra preexistente (Gótico flamejante), da responsabilidade de Machim (1513) e João Alemão (1518), preservando a unidade do conjunto. Para esse mesmo templo realizou a caixa em madeira lavrada para o órgão, já de pendor renascentista. Esteve ativo nas obras do Convento de Cristo em Tomar, designadamente nas molduras dos grandes painéis atribuídos a Jorge Afonso. É ainda dele o portal da Igreja Matriz de Arronches, executado entre 1541 e 1542: "o portal de volta perfeita possui um programa decorativo de grande sobriedade, onde se destacam os dois tondi e os querubins que preenchem a arquivolta. O conjunto assenta sobre pilastras coríntias assentes em plintos decorados por duas caveiras, sendo rematado por frontão triangular com escudo e cruz de Cristo".
Após o término da igreja de Arronches trabalhou ainda para o Bispo de Ceuta: segundo Pedro Flor, deve-se-lhe a decoração renascentista da igreja da Madalena de Olivença (1546-1548); deslocou-se depois para o Norte de África, ao serviço do mesmo Bispo, onde faleceu em circunstâncias desconhecidas.